# Kabinett Aura II
Das Kabinett Aura II war das 54. Kabinett in der Geschichte Finnlands. Es amtierte vom 29. Oktober 1971 bis zum 23. Februar 1972. Nach dem Rücktritt der Regierung Karjalainen II setzte Präsident Urho Kekkonen Neuwahlen an und berief für die Übergangsperiode eine parteiunabhängige geschäftsführende Regierung.

## Minister
| Ressort                                             | Name            | Amtszeitbeginn   | Amtszeitende     |
| --------------------------------------------------- | --------------- | ---------------- | ---------------- |
| Ministerpräsident                                   | Teuvo Aura      | 29. Oktober 1971 | 23. Februar 1972 |
| Stellvertretender Ministerpräsident                 | Päiviö Hetemäki | 29. Oktober 1971 | 23. Februar 1972 |
| Minister im Büro des Ministerpräsidenten            | Esa Timonen     | 29. Oktober 1971 | 23. Februar 1972 |
| Äußeres                                             | Olavi Mattila   | 29. Oktober 1971 | 23. Februar 1972 |
| Minister im Außenministerium                        | Reino Rossi     | 29. Oktober 1971 | 23. Februar 1972 |
| Justiz                                              | Karl Lång       | 29. Oktober 1971 | 23. Februar 1972 |
| Inneres                                             | Heikki Tuominen | 29. Oktober 1971 | 23. Februar 1972 |
| Verteidigung                                        | Arvo Pentti     | 29. Oktober 1971 | 23. Februar 1972 |
| Finanzen                                            | Päiviö Hetemäki | 29. Oktober 1971 | 23. Februar 1972 |
| Minister im Finanzministerium                       | Jorma Uitto     | 29. Oktober 1971 | 23. Februar 1972 |
| Bildung                                             | Matti Louekoski | 29. Oktober 1971 | 23. Februar 1972 |
| Minister im Bildungsministerium                     | Jouko Tyyri     | 29. Oktober 1971 | 23. Februar 1972 |
| Land- und Forstwirtschaft                           | Samuli Suomela  | 29. Oktober 1971 | 23. Februar 1972 |
| Verkehr                                             | Esa Timonen     | 29. Oktober 1971 | 23. Februar 1972 |
| Handel und Industrie                                | Gunnar Korhonen | 29. Oktober 1971 | 23. Februar 1972 |
| Minister im Ministerium für Handel und Industrie    | Reino Rossi     | 29. Oktober 1971 | 23. Februar 1972 |
| Soziales und Gesundheit                             | Alli Lahtinen   | 29. Oktober 1971 | 23. Februar 1972 |
| Minister im Ministerium für Soziales und Gesundheit | Gunnar Korhonen | 29. Oktober 1971 | 23. Februar 1972 |
| Arbeit                                              | Keijo Liinamaa  | 29. Oktober 1971 | 23. Februar 1972 |